# Hjalmar Kahelin
Henrik Hjalmar Kahelin, född 22 november 1868 i Jyväskylä, död 9 december 1958 i Helsingfors, var en finländsk politiker. Han var justitieminister i regeringen Vennola I 1919–1920.
Kahelin var son till lyceumrektorn Karl Henrik Kahelin och Agnes Charlotta Aejmelaeus. Han tog studentexamen från juridikprogrammet på Jyväskylä lyceum 1892, blev vice häradshövding 1895, var Senatens talesman för kyrkliga frågor 1909–1918, blev medlem av Högsta förvaltningsdomstolen och var förvaltningsråd 1918–1938. Mellan 15 augusti 1919 och 30 januari 1920 var Kahelin justitieminister i J.H. Vennolas första regering. Han var sedan 1898 gift med lärarinnan Anna Maria Karolina Wallin.